# Жером Труєнс
Жером Труєнс (фр. Jérôme Truyens, нар. 4 серпня 1987, Уккел, Бельгія) — бельгійський хокеїст на траві, срібний призер Олімпійських ігор 2016 року.

## Виступи на Олімпіадах
| Олімпіада           | Дисципліна     | Місце |
| ------------------- | -------------- | ----- |
| Пекін 2008          | хокей на траві | 9     |
| Лондон 2012         | хокей на траві | 5     |
| Ріо-де-Жанейро 2016 | хокей на траві | 2     |

## Зовнішні посилання
- Жером Труєнс — олімпійська статистика на сайті Sports-Reference.com (англ.) (архівна версія)